# Panthers Wrocław
Panthers Wrocław – wrocławski klub sportów amerykańskich utworzony w 2013 roku – początkowo jako zespół futbolu amerykańskiego, obecnie również jako drużyna softballu, lacrosse oraz ultimate frisbee. Cała organizacja Panthers Wrocław liczy blisko 350 zawodników i zawodniczek. Siedziba zespołu znajduje się na Stadionie Olimpijskim we Wrocławiu.
Od 2021 roku futboliści Panthers Wrocław jako jedyny polski zespół rywalizują w prestiżowych międzynarodowych rozgrywkach European League of Football.
Panthers Wrocław to wielokrotni mistrzowie Polski w futbolu amerykańskim oraz mistrzowie Europy z 2016 roku. Drużyna dwukrotnie dotarła do fazy play-off European League of Football. Panthers Wrocław mają na koncie także trofea za wygranie mistrzostw Polski w softballu i ultimate frisbee oraz wicemistrzostwo kraju w lacrosse.

## Historia
Panthers Wrocław powstali 25 września 2013 roku w wyniku fuzji dwóch innych utytułowanych klubów futbolu amerykańskiego – Devils Wrocław i Giants Wrocław. Od 2014 do 2020 Panthers Wrocław rywalizowali w polskich rozgrywkach – początkowo w Polskiej Lidze Futbolu Amerykańskiego (PLFA), a od 2018 roku w nowo utworzonej Lidze Futbolu Amerykańskiego (LFA). W tym samym czasie rywalizowali również w europejskich pucharach – IFAF Champions League oraz Central European Football League (CEFL). Od sezonu 2021 zespół występuje jedynie w rozgrywkach European League of Football, będących najsilniejszą, ogólnoeuropejską ligą futbolu amerykańskiego.
W 2020 roku klub otworzył żeńskie sekcje softballu oraz lacrosse. Drużynę Panthers Softball utworzyły dawne zawodniczki zespołu Hrabiny Wrocław, a Panthers Lacrosse zbudowały byłe członkinie Kosynierek Wrocław. Od sezonu 2022 organizacja posiada także męską oraz żeńską sekcję ultimate frisbee. Męską drużynę Panthers Ultimate utworzyli zawodnicy zespołu występującego wcześniej pod nazwą The Bridge Wrocław, z kolei żeńską zasiliły dawne zawodniczki Flowers Wrocław. W 2024 roku zespół otworzył męską sekcję box lacrosse, którą utworzyli gracze Kosynierów Wrocław. W każdej z dyscyplin klub rozwija także sekcje juniorskie – zespół jest wielokrotnym mistrzem Polski juniorów w futbolu amerykańskim.

## Sezon po sezonie
- 2014 - Wicemistrz Polski- przegrana w finale z Seahawks Gdynia 32:41[11]
- 2014 - Mistrz Polski PLFA-J - wygrana w finale z Warsaw Eagles 30:6[12]
- 2015 - Wicemistrz Polski - przegrana w finale z Seahawks Gdynia 21:28[13]
- 2015 - Mistrz PLFA-J - wygrana w finale z Bielawa Owls 12:6[14]
- 2015 - Mistrz Polski PLFA-J11 - wygrana w meczu finałowym z Seahorses Mazowsze 31:14[15]
- 2016 - Mistrz Polski - wygrana w finale z Seahawks Gdynia 56:13[16]. Mistrz Ligi Mistrzów IFAF Europe - wygrana w finale z Milano Seamen 40:37[17]
- 2017 - Mistrz Polski - wygrana w finale z Seahawks Gdynia 55:21[18]. Uczestnik CEFL - wygrana z Triangle Razorbacks oraz przegrana ze Swarco Raiders Tirol[19]
- 2017 - Mistrz Polski PLFA-J11 - wygrana w finale z Kozłami Poznań 22:7[20]
- 2017 - Mistrz PLFA II - wygrana w finale z Patriotami Poznań 71:50[21]
- 2018 - Wicemistrz Polski - przegrana w finale z Lowlanders Białystok 13:14[22]. Uczestnik CEFL - wygrana z Prague Black Panthers(inne języki) oraz przegrana ze Swarco Raiders[23]
- 2019 - Mistrz Polski - wygrana w finale z Lowlanders Białystok 28:14[24]. Uczestnik CEFL - wygrana z Koc Rams Stambuł i Kragujevac Wild Boars oraz porażka z Calandą Broncos.
- 2020 - Mistrz Polski - wygrana w finale z Lowlanders Białystok 48:12[25]
- 2020 - Mistrz Polski PLSK oraz zwycięstwo rozgrywek o Puchar Polski dla Panthers Softball Wrocław[26]
- 2021 - Przegrana w półfinale European League of Footbal z Hamburg Sea Devils 30:27
- 2022 - 3. miejsce w konferencji północnej European League of Football
- 2023 - Mistrz Polski PLSK Panthers Softball
- 2023 - Mistrz Polski UF Open Panthers Ultimate (mężczyźni)[27]
- 2023 - Wicemistrz Polski UF Panthers Ultimate (kobiety)
- 2023- Mistrz Polski PFLJ - wygrana w finale z Warsaw Mets 34:12
- 2024 - 2. miejsce w konferencji wschodniej European League of Football z wynikiem 6-6

## Futbol amerykański
Panthers Wrocław zostali utworzeni w 2013 roku z połączenia dwóch innych wrocławskich zespołów – Devils i Giants. Po latach sukcesów w lidze krajowej od 2021 roku Panthers Wrocław rywalizują wyłącznie w European League of Football – prestiżowych rozgrywkach będących odpowiednikiem ligi NFL, w której biorą udział najsilniejsze drużyny z całego kontynentu. W 2023 roku zespół awansował do fazy play-off ELF, zajmując tym samym 6. miejsce w Europie.
Do 2020 roku Panthers Wrocław rywalizowali w krajowych rozgrywkach oraz europejskich pucharach. Na koncie ekipy z Wrocławia są cztery mistrzostwa Polski (2016, 2017, 2019 i 2020) oraz trzy wicemistrzostwa (2014, 2015 i 2018). Największym sukcesem zespołu jest zwycięstwo w futbolowej Lidze Mistrzów w 2016 roku.
Panthers Wrocław rozgrywają mecze domowe na Stadionie Olimpijskim we Wrocławiu. Polscy kibice mogą oglądać transmisje ze spotkań wrocławian w sportowych kanałach Polsatu oraz na ligowej platformie streamingowej. Mecze ELF są pokazywane w 11 krajowych telewizjach na świecie.
Panthers Wrocław posiadają również zespół juniorski dla chłopców w wieku od 14 do 19 lat, który rywalizuje w krajowych rozgrywkach PFLJ. Sekcja istnieje od założenia klubu w 2013 roku i co roku awansuje do finału ligi juniorskiej. W sezonie 2023 juniorzy Panthers Wrocław zdobyli tytuł mistrzów Polski. Do organizacji należy również sekcja Panthers Minis dla dzieci w wieku 7-13 lat, która uprawia bezkontaktowy futbol flagowy.

## Softball
Sekcja Panthers Softball powstała w czerwcu 2020 roku. Wcześniej od 2013 roku jej zawodniczki występowały pod nazwą Hrabiny Wrocław, zdobywając w tym czasie Mistrzostwo Polski (2017) oraz Puchar Polski (2016, 2017, 2019), a także reprezentując Polskę na arenie międzynarodowej. Pod szyldem Panthers Wrocław  zawodniczki wygrywały Mistrzostwo oraz Puchar Polski w latach 2020, 2021 i 2023, a także osiągając historyczny sukces w sezonie 2021 kiedy na ME w Bułgarii zdobyły tytuł klubowych wicemistrzyń Europy. Panthers Softball rozgrywają swoje mecze domowe na Małym Boisku Baseballowym przy ulicy Niepodległości 6 we Wrocławiu. W ramach treningów korzystają również z klubowych obiektów w kompleksie Stadionu Olimpijskiego we Wrocławiu. W ramach Panthers Softball funkcjonuje także sekcja juniorska.

## Lacrosse
Sekcja Panthers Lacrosse powstała w październiku 2020 roku. Wcześniej część jej zawodniczek grała w barwach Kosynierek Wrocław. W 2021 roku Panthers Lacrosse wywalczyły wicemistrzostwo Polski, a w sezonie 2023 zajęły trzecie miejsce w Pucharze Polski w formule Sixes. Zawodniczki Panthers Wrocław rozgrywają swoje mecze domowe na Stadionie Olimpijskim oraz Polach Marsowych we Wrocławiu. Zespół rywalizuje w ramach Polskiej Ligi Lacrosse Kobiet, choć ma za sobą także występy w rozrywkach niemieckich. W ramach drużyny funkcjonuje także sekcja juniorska.

## Ultimate frisbee
Męską drużynę Panthers Ultimate utworzyli na początku 2022 roku zawodnicy zespołu występującego wcześniej pod nazwą The Bridge Wrocław – wielokrotnych mistrzów Polski i najlepszej polskiej drużyny na arenie międzynarodowej. Panthers Ultimate Men rywalizują w prestiżowych zagranicznych turniejach, takich jak Vienna Spring Break czy Windmill Windup oraz w klubowych mistrzostwach Europy. W sezonie 2023 wrocławianie zdobyli tytuł mistrzów Polski.
Żeński zespół Panthers Ultimate również powstał w 2022 roku. Wcześniej zawodniczki rywalizowały pod nazwą Flowers Wrocław. Panthers Ultimate Women to wicemistrzynie Polski z 2022 i 2023 roku. W sezonie 2021 jako Flowers wywalczyły jednak mistrzostwo Polski. Zespół regularnie bierze również udział w prestiżowych międzynarodowych turniejach oraz klubowych mistrzostwach Europy, w których w 2021 roku zawodniczki zajęły 12. miejsce. 
Od 2023 roku w ramach Panthers Ultimate funkcjonuje również sekcja juniorska. Zawodnicy i zawodniczki Panthers Ultimate Juniors mają na koncie sukcesy i rywalizację w zagranicznych turniejach – w sezonie 2023 młodzieżowa drużyna Panthers wywalczyła miejsca na podium w różnych kategoriach juniorskich mistrzostw Polski.

## Sponsorzy i partnerzy klubu
Sponsorami głównymi Panthers Wrocław są marki Tarczyński SA, KFC oraz Miasto Wrocław. Do grona sponsorów klubu należą również takie firmy jak m.in. MPK Wroclaw, ZOO Wrocław, Nawrot, Naszbus.com, Electofun, Mineral Zdrój, Dolny Śląsk czy Goldsaver.pl.